# Luna E-6 No.6

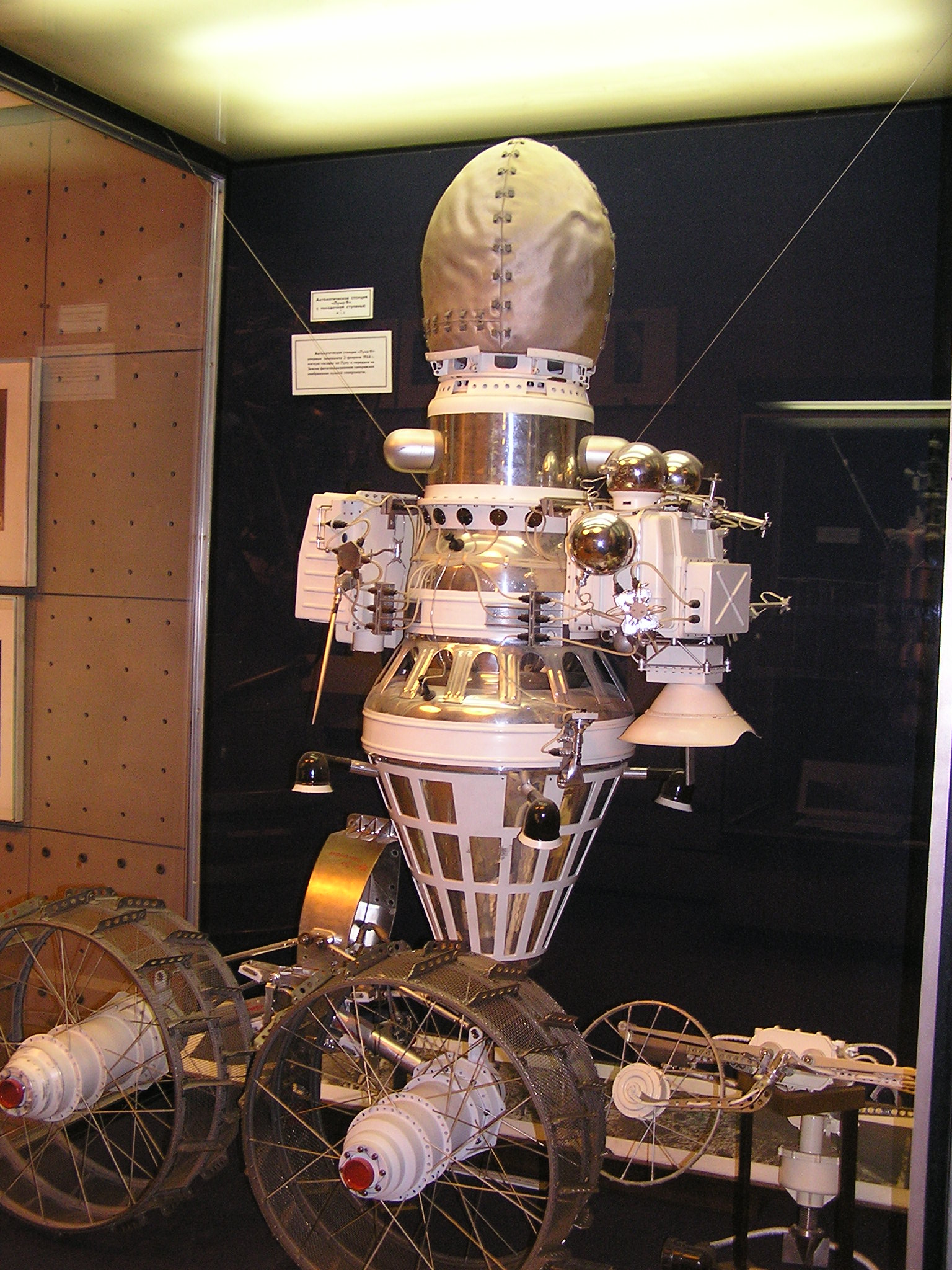
Uma espaçonave do tipo E-6.

A Luna E-6 No.6, (identificada pela NASA como Luna 1964-A), foi uma das doze missões usando a plataforma E-6, para o Programa Luna (um projeto soviético), tinha como objetivo, efetuar um pouso suave na Lua.
A Luna E-6 No.6, pesando 1.422 kg, foi lançada as 08:15:35 UTC de 21 de Março de 1964, por um foguete Molniya (8K78M No T15000-20), a partir da plataforma 1/5 do cosmódromo de Baikonur.
O foguete não conseguiu atingir a órbita desejada, e a espaçonave se desintegrou na reentrada atmosférica momentos depois.